# Viktor Jelenić
Viktor Jelenić (en serbe : Виктор Јеленић), né le 31 octobre 1970 à Belgrade en Yougoslavie, est un joueur de water-polo serbe. Il concourait auparavant pour la Yougoslavie et pour la Serbie-et-Monténégro.
Lors des Jeux olympiques d'été de 2000 se tenant à Sydney il décroche la médaille de bronze avec l'équipe de Yougoslavie, quatre ans plus tard en 2004 à Athènes, il remporte la médaille d'argent avec l'équipe de Serbie-et-Monténégro.

## Palmarès

### Jeux olympiques
- Médaillé de bronze aux Jeux olympiques d'été de 2000 à Sydney ( Australie)
- Vice-champion olympique aux Jeux olympiques d'été de 2004 à Athènes ( Grèce)

### Championnat du monde
- Médaillé de bronze aux Championnats du monde de 2003 à Barcelone ( Espagne)